# Cryptogonium hampeanum
Cryptogonium hampeanum là một loài Rêu trong họ Pterobryaceae. Loài này được (Müll. Hal.) Hampe miêu tả khoa học đầu tiên năm 1881.